# Yttre Småträsket, Norrbotten
Yttre Småträsket är en sjö i Kalix kommun i Norrbotten och ingår i Kalixälven-Töreälvens kustområde.